# Гетценс
Гетценс (нім. Götzens) —  громада округу Інсбрук-Ланд у землі Тіроль, Австрія.
Гетценс лежить на висоті  868 м над рівнем моря і займає площу  9,72 км². Громада налічує 3935 мешканців. 
Густота населення 405/км².  
Громада Гетценс, розташована на віддалі приблизно 7 км від Інсбрука, є в основному житловим передмістям столиці Тіролю. 
|                                  |
| Гетценс на мапі округу та землі. |

 Адреса управління громади: Burgstraße 1, 6091 Götzens. 

## Демографія
Історична динаміка населення міста за даними сайту Statistik Austria

## Виноски
1. ↑  Dauersiedlungsraum der Gemeinden Politischen Bezirke und Bundesländer - Gebietsstand 1.1.2018 — Статистичне управління Австрії.
2. ↑  https://www.statistik.at/blickgem/blick1/g70312.pdf
3. ↑  www.goetzens.tirol.gv.at. Архів оригіналу за 26 березня 2022. Процитовано 12 червня 2022.
4. ↑  Gemeindedaten von Götzens. Архів оригіналу за 27 квітня 2021. Процитовано 16 липня 2013.

| Австрія | Це незавершена стаття з географії Австрії. Ви можете допомогти проєкту, виправивши або дописавши її. |